# Scandinavian Enviro Systems
Scandinavian Enviro Systems AB är ett svenskt publikt aktiebolag inom miljöteknik. Bolaget utvinner råvaror från uttjänta gummiprodukter, däribland däck. Bolaget är noterat på Nasdaq First North Growth Market och har huvudkontor i Frihamnen i Göteborg.

## Historia
Enviro grundades 2001 av uppfinnaren Bengt-Sture Ershag som 1999 tog patent på tekniken CFC, (Carbonize by Forced Convection) som används för utvinningen av kimrök, olja, stål och gas genom återvinning av uttjänta däck.
Under 2013 öppnade företagets dotterbolag (Tire Recycling in Sweden AB) en anläggning i Åsensbruk för återvinning av uttjänta däck.
Under 2016 godkände Volvo Cars Enviros återvunna kimrök för användning i deras gummipackningar. 
I april 2020 förvärvade den franska däcktillverkaren Michelin en del av bolaget och blev då den största aktieägaren. I mars 2023 bildade Enviro och Antin Infrastructure Partners, med stöd av Michelin, ett samriskbolag för att baserat på Enviros teknologi skapa världens första storskaliga däckåtervinningsbolag.